# Кирхам (Округ Пасау)
Кирхам (њем. Kirchham) општина је у њемачкој савезној држави Баварска. Једно је од 38 општинских средишта округа Пасау. Према процјени из 2010. у општини је живјело 2.354 становника. Посједује регионалну шифру (AGS) 9275130.

## Географски и демографски подаци
Кирхам се налази у савезној држави Баварска у округу Пасау. Општина се налази на надморској висини од 335 метара. Површина општине износи 18,5 km². У самом мјесту је, према процјени из 2010. године, живјело 2.354 становника. Просјечна густина становништва износи 127 становника/km².

## Међународна сарадња
| Мјесто  | Држава   | Врста сарадње | Од    |
| ------- | -------- | ------------- | ----- |
| Кирххам | Аустрија | партнерство   | 1967. |
| Извор   |          |               |       |